# 1577
1577 (MDLXXVII) a fost un an comun al calendarului iulian, care a început într-o zi de marți.

## Nașteri
- 12 aprilie: Regele Christian al IV-lea al Danemarcei și Norvegiei (d. 1648)
- 28 iunie: Rubens (n. Peter Paul Rubens), pictor flamand (d. 1640)

## Decese
- 26 februarie: Regele Eric al XIV-lea al Suediei, 43 ani (n. 1533)
- 18 decembrie: Anna de Saxonia, 32 ani, Prințesă consort de Orania (n. 1544)